# Broken English (álbum)
Broken English es el sexto álbum de estudio de la cantante inglesa Marianne Faithfull, descrito por ella misma en su autobiografía como su «obra maestra». Grabado en los Matrix Studios londinenses entre mayo y julio de 1979, fue publicado en el sello Island el 2 de noviembre de ese año.

## Promoción

### Interpretaciones en directo
Luego de grabar los videos promocionales para el disco, Marianne se presentó en varios programas de televisión alemanes, franceses y hasta en el popular "Saturday Night Live" de Estados Unidos.
Se presentó en el programa alemán "Musikladen" en dos ocasiones diferentes. El 17 de enero de 1980 interpretó el sencillo "The Ballad Of Lucy Jordan" y el 19 de junio interpretó "Broken English".
El 23 de enero interpretó "Ballad Of Lucy Jordan" en el programa francés "Collaro Show".
En el mes de febrero se presentó en el programa "Saturday Night Live" y "Disco", de Alemania. El 9 de febrero fue, junto a Tom Scott, huésped musical de "Saturday Night Live". Esta vez sin playblack cantó "Broken English" y "Guilt". Esta presentación se convertiría en una de las peores del programa. Ella perdió la voz y no podía alcanzar las notas. Todo esto se debió a que había desaparecido tres horas antes de su aparición en vivo en el programa y el responsable de promoción de Island Records, Mim Scala, la encontró en un baño bebiendo coñac y consumiendo procaína como sustituto de cocaína. Más tarde revelaría que una de sus cantantes de acompañamiento "a la que odiaba" se la había facilitado.
El 25 de febrero apareció en el programa alemán "Disco" cantando "The Ballad Of Lucy Jordan".

### Sencillos
El primer sencillo oficial fue el hit "The Ballad Of Lucy Jordan" con "Brain Drain" como lado B. Lanzado el 26 de octubre de 1979. En Francia este fue el segundo sencillo.
En Australia se pospuso para enero de 1980, debido a que en el álbum, en dicho país, se omitió "Why D'Ya Do It" por el fuerte contenido de la letra, por lo que fue acompañado con un sencillo adicional de "Broken English" con una versión remezclada y extendida que se presentaba en ambos lados del disco.
El segundo sencillo fue la canción que da título al álbum, "Broken English", lanzado el 9 de febrero de 1980. Su versión de 7 pulgadas contenía una remezcla editada y la canción "What's The Hurry", como lado B ("Why D'ya Do It" en Alemania y Países Bajos). La versión de 12 pulgadas contenía una remezcla extendida y "Why D'ya Do It" como lado B, con una grabación de voz alternativa a la del álbum.
En Francia y Países Bajos se editó la versión del tema de Lennon, "Working Class Hero" como sencillo. En Francia fue el primero, junto a "Witches' Song" como lado B. Y en Países Bajos fue el tercero junto a "What's The Hurry" como lado B.

## Reedición
La reedición de lujo fue lanzada con una carátula de cartón y contó en su primer disco con el álbum original remasterizado por Jared Hawkes junto a una película de 12 minutos dirigida por Derek Jarman. La película fue diseñada para que fuera mostrada en los cines y nunca llegó a tener una publicación en vídeo casero.
El segundo disco contó con la mezcla original intencionada del álbum, en el cual algunas canciones sonaban algo distintas, y en donde «Why'd Ya Do It» se alargaba casi dos minutos más que en la versión original publicada del álbum. Complementado por ediciones en sencillo, remezclas en 7 y 12 pulgadas, y la versión regrabada por Faithfull de «Sister Morphine» —que ya había aparecido previamente en un lanzamiento de 12 pulgadas—, el segundo disco con la mezcla original fue la preferida del álbum por la propia Marianne Faithfull. Fue en esta edición la primera vez que se publicaba la mezcla original del álbum.
La canción narrada de «The Letter» (no confundir con la canción de mismo título de The Box Tops y Joe Cocker) no fue incluida, ya que fue grabada después de que se hubiera completado el álbum, aunque sí llegó a aparecer en algunos países como lado B de la remezcla en 12 pulgadas de «Broken English» (en donde también se incluyó la canción «Sister Morphine»).
El folleto de 24 páginas incluía fotos de las diferentes fundas y portadas con que llegó a aparecer el álbum en los diferentes países.

## Lista de canciones
- Broken English

| Lado 1 |                  |                                                                            |          |  |
| N.º    | Título           | Escritor(es)                                                               | Duración |  |
| 1.     | «Broken English» | Marianne Faithfull, Barry Reynolds, Joe Mavety, Steve York, Terry Stannard | 4:35     |  |
| 2.     | «Witches' Song»  | Faithfull, Reynolds, Mavety, York, Stannard                                | 4:43     |  |
| 3.     | «Brain Drain»    | Ben Brierley                                                               | 4:13     |  |
| 4.     | «Guilt»          | Reynolds                                                                   | 5:05     |  |
| 18:49  |                  |                                                                            |          |  |

| Lado 2 |                             |                                                                 |          |  |
| N.º    | Título                      | Escritor(es)                                                    | Duración |  |
| 1.     | «The Ballad of Lucy Jordan» | Shel Silverstein                                                | 4:09     |  |
| 2.     | «What's the Hurry»          | Mavety                                                          | 3:05     |  |
| 3.     | «Working Class Hero»        | John Lennon                                                     | 4:40     |  |
| 4.     | «Why D'Ya Do It»            | Heathcote Williams, Reynolds, Mavety, York, Stannard, Faithfull | 6:45     |  |
| 18:50  |                             |                                                                 |          |  |

- Deluxe Edition de 2013 (Disco 2)

| Mezclas originales previamente inéditas del álbum (1-8) y pistas adicionales (9-13) |                                      |                                        |               |          |  |
| N.º                                                                                 | Título                               | Escritor(es)                           | Productor(es) | Duración |  |
| 1.                                                                                  | «Broken English»                     |                                        |               | 4:42     |  |
| 2.                                                                                  | «Witches' Song»                      |                                        |               | 5:00     |  |
| 3.                                                                                  | «Brain Drain»                        |                                        |               | 4:10     |  |
| 4.                                                                                  | «Guilt»                              |                                        |               | 5:05     |  |
| 5.                                                                                  | «The Ballad of Lucy Jordan»          |                                        |               | 4:16     |  |
| 6.                                                                                  | «What's the Hurry»                   |                                        |               | 3:17     |  |
| 7.                                                                                  | «Working Class Hero»                 |                                        |               | 4:41     |  |
| 8.                                                                                  | «Why'd Ya Do It»                     |                                        |               | 8:42     |  |
| 9.                                                                                  | «Sister Morphine» (12" version)      | Mick Jagger, Keith Richards, Faithfull |               | 6:04     |  |
| 10.                                                                                 | «Broken English» (7" Single version) |                                        |               | 3:08     |  |
| 11.                                                                                 | «Broken English» (7" Remix version)  |                                        |               | 3:00     |  |
| 12.                                                                                 | «Broken English» (Long Version)      |                                        |               | 5:47     |  |
| 13.                                                                                 | «Why'd Ya Do It» (12" Remix version) |                                        |               | 6:35     |  |

Nota
- Debido el contenido de su letra, «Why D'Ya Do It» estuvo censurada en la publicación del álbum en Australia, por lo que la canción se encontró sustituida por una pista sin audio en el disco (el título fue reemplazado por asteriscos en el listado de canciones del álbum). Como contrapartida, incluía un sencillo de 7 pulgadas en cuyas dos caras presentaba una misma canción, «Broken English (Remixed and Extended Version)».[7] «Why D'Ya Do It» siguió sin aparecer en la versión australiana de Broken English hasta la reedición del álbum en 1988.

La versión Deluxe de 2013 contenía en su primer disco el álbum original y el cortometraje Broken English: Three Songs by Marianne Faithfull, dirigido por Derek Jarman y en el que se incluían las canciones «Witches' Song», «The Ballad of Lucy Jordan» y «Broken English».

## Posicionamiento en listas

### Semanales
| País           | Lista                | Mejor posición |
| -------------- | -------------------- | -------------- |
| Reino Unido    | UK Albums Chart      | 57             |
| Suecia         | Swedish Albums Chart | 4              |
| Países Bajos   | Dutch Albums Chart   | 37             |
| Austria        | Austria Top 40       | 3              |
| Estados Unidos | Billboard 200        | 82             |
| Nueva Zelanda  | Ultratop 100 Albums  | 2              |

## Créditos
| Músicos - Marianne Faithfull – Voz - Barry Reynolds – Guitarra - Joe Mavety – Guitarra - Steve York – Bajo - Terry Stannard – Batería - Diane Birch - Frankie Collins - Jim Cuomo – Saxófon - Isabella Dulaney - Guy Humphries – Guitarra - Morris Pert – Percusión - Darryl Way – Violín - Steve Winwood – Teclados | Producción - Mark Miller Mundy – Arreglos y Producción para Airstream - Bob Potter – Ingeniero - Ed Thacker – Ingeniero de mezcla en Roundhouse Studios Diseño - Fotografía – Dennis Morris |